# Кріс Малінчак
Кріс Малінчак (англ. Chris Malinchak) — американський автор електронної музики та DJ відомий завдяки дебютному синглу 2013 року «So Good to Me», що став хітом у Великій Британії.

## Музична кар'єра
З 2012 року Кріс Малінчак видав декілька пісень, усі вони доступні на YouTube. Трек "So Good to Me" як дебютний сингл, одночасно з відеокліпом, вийшов 12 травня 2013. Дана пісня увійшла до UK Singles Chart на 2 позиції, програвши лише пісні гурту Daft Punk "Get Lucky". Протягом дебютного тижня продано орієнтовно 73,000 копій пісні. і вже 22 липня 2013 номіновано на срібну нагороду, відколи більше 200,000 копій пісні продано у Великій Британії.  
22 серпня 2013 Кріс видав наступний трек "So into You", ремікс на пісню "Don't Disturb this Groove", що  у 1987 стала хітом колективу the System. Другим синглом Кріса став трек "If U Got It", котрий видано 24 січня 2014. Сингл посів 23 позицію в чартах Великої Британії. Третій сингл "Stranger" вийшов у січні 2014.

## Дискографія

### Сингли
| Рік  | Назва                                 | Топ позиція в чартах | Топ позиція в чартах | Топ позиція в чартах | Топ позиція в чартах | Топ позиція в чартах | Топ позиція в чартах | Топ позиція в чартах | Топ позиція в чартах | Альбом            |
| Рік  | Назва                                 | UK                   | UK Dance             | BEL                  | GER                  | IRE                  | NL                   | SCO                  | SWI                  | Альбом            |
| ---- | ------------------------------------- | -------------------- | -------------------- | -------------------- | -------------------- | -------------------- | -------------------- | -------------------- | -------------------- | ----------------- |
| 2013 | "So Good to Me"                       | 2                    | 2                    | 12                   | 65                   | 4                    | 6                    | 4                    | 33                   | Non-album singles |
| 2014 | "If U Got It"                         | 23                   | 7                    | 71                   | —                    | —                    | —                    | 33                   | —                    | Non-album singles |
| 2014 | "Stranger" (featuring Mikky Ekko)     | 45                   | —                    | 56                   | —                    | —                    | —                    | —                    | —                    | Non-album singles |
| 2015 | "Dragonfly" (featuring Max Schneider) | —                    | —                    | —                    | —                    | —                    | —                    | —                    | —                    | Non-album singles |
| 2018 | "Mother" (vs. Kiesza)                 | —                    | —                    | —                    | —                    | —                    | —                    | —                    | —                    | Non-album singles |
| 2018 | "Crash"                               | —                    | —                    | —                    | —                    | —                    | —                    | —                    | —                    | Non-album singles |